# Krab i Joanna
Pour plus de détails, voir Fiche technique et Distribution.
Krab i Joanna est un film polonais du genre tranche de vie de 1980 adapté du roman de Lesław Furmaga,.

## Fiche technique
- Titre : Krab i Joanna
- Réalisation : Zbigniew Kuźmiński
- Scénario : Zbigniew Kuźmiński et Lesław Furmaga
- Musique : Andrzej Kurylewicz
- Montage : Krystyna Górnicka
- Pays :  Pologne
- Genre : Tranche de vie
- Durée : 89 minutes
- Date de sortie :
  - Pologne : 18 juin 1982

## Distribution
- Jan Nowicki : Zygmunt Brzeziński, technologue sur le "Rybak Morski".
- Liliana Głąbczyńska : Joanna, la compagne de Zygmunt
- Jerzy Kamas : Teodor Gaćpa, le premier officier du "Rybak Morski".
- Leon Niemczyk : Cezary, capitaine du "Rybak Morski" (pêcheur de mer)
- Jerzy Nowak : Grzegorz Zaruba[3]
- Laura Łącz : Danka
- Marian Cebulski : Wojtek Steś[4]
- Eugeniusz Kamiński : Tracz
- Piotr Krasicki : Kazik
- Lech Sołuba : Liwut
- Wiesław Zanowicz : Piotr Raksa
- Hanna Orsztynowicz : Iza
- Kazimierz Tarnas : officier radio Stefan